# Colysis flavescens
Colysis flavescens là một loài thực vật có mạch trong họ Polypodiaceae. Loài này được (Ching) Nakaike miêu tả khoa học đầu tiên năm 1990.